# Szalai Tamás (kajakozó)
Szalai Tamás (Budapest, 1988. február 4. –) magyar Európa-bajnok kajakozó.

## Élete
1992-ben kezdett el sportolni először 6 évet judózott. A kajakozást 1998-ban az Angyalföldi Vízisport Egyesületben, edzője Szvoboda Péter (2005-ig), majd a Magyar Testgyakorlók Körében (MTK) 2005-től, Kiss István volt az edzője. 2008-tól a BHSE csapatában folytatta a munkát, ahol 2010-ben egyéni Európa bajnoki címet szerzett.
Jelenlegi klubja a Vasas Sc amelyhez 2013-ban csatlakozott, ahol Fábiánné Rozsnyói Katalin irányítja az edzéseit.

## Eredményei
2015
- Baku, Európa-játékok – K2-1000 m – 1. hely
- Duisburg, Világkupa – K2-1000 m – 7. hely

2014
- Brandenburg, Európa-bajnokság – K4-1000 m – 4. hely
- Szeged, Világkupa – K4-1000 m – 4. hely

2013
- Mortemor-o-Velho, Európa-bajnokság – K2-500 m – 4. hely
- Szeged, Világkupa – K1-1000 m – 9. hely

2012
- Zágráb, Európa-bajnokság – K1–500 m – 8. hely[3]

2011
- U23-as Európa-bajnokság – K4-1000 m – 5. hely[2]
- U23-as Európa-bajnokság – K2-1000 m – 3. hely[2]

2010
- Poznan, Világbajnokság – K1-500 m – 11. hely
- Poznan, Világbajnokság – K4-1000 m – 11. hely
- Trasona, Európa-bajnokság – K1-500 m – 1. hely[2]
- Trasona, Európa-bajnokság – K4-1000 m – 2. hely[2]
- Szeged, Mol Világkupa – K1-500 m – 3. hely[4]
- Szeged, Mol Világkupa – K1-500 m – 3. hely[4]
- Szeged, Mol Világkupa – K2-1000 m – 2. hely[4]

2009
- Mol Világkupa – K4-1000 m – 1. hely
- Mol Világkupa – K2-500 m – 6. hely
- Poznan, U23-as Európa-bajnokság – K4-1000 m – 1. hely
- Poznan, U23-as Európa-bajnokság – K1-1000 m – 9. hely

2008
- Milánó, Európa-bajnokság – K2-500 m – 15. hely
- Szeged, Mol Világkupa – K2-500 m – 7. hely
- Szeged, U23-as Európa-bajnokság – K2-500 m – 4. hely

2007
- Sydney, Ausztráliai Ifjúsági Olimpiai Fesztivál – K2-1000 m – 1. hely
- Sydney, Ausztráliai Ifjúsági Olimpiai Fesztivál – K4-1000 m – 1. hely
- Sydney, Ausztráliai Ifjúsági Olimpiai Fesztivál – K2-500 m – 2. hely

2006
- Athén, Ifjúsági Európa-bajnokság – K2-1000 m – 1. hely
- Athén, Ifjúsági Európa-bajnokság – K2-500 m – 2. hely
- Athén, Ifjúsági Európa-bajnokság – K4-1000 m – 2. hely

2005
- Szeged, Ifjúsági világbajnokság – K4-1000 m – 3. hely
- Szeged, Ifjúsági világbajnokság – K2-500 m – 6. hely